# Epithema difforme
Epithema difforme är en tvåhjärtbladig växtart som beskrevs av Spanoghe. Epithema difforme ingår i släktet Epithema och familjen Gesneriaceae. Inga underarter finns listade i Catalogue of Life.